# Olaf Sletten
Olaf Sletten   (Aremark, 19 d'abril de 1886 - Oslo, 10 de desembre de 1943) va ser un tirador noruec que va competir a començaments del segle xx.
El 1920 va prendre part en els Jocs Olímpics d'Anvers, on disputà deu proves del programa de tir. Guanyà la medalla de plata en les proves de rifle lliure 300 metres, 3 posicions per equips i rifle militar 300 i 600 metres, bocaterrosa per equips i la de bronze en la de carrabina, 50 metres per equips. En les altres proves destaca una quarta posició en rifle militar 600 metres per equips, una cinquena en rifle militar 600 metres i la sisena en rifle militar 300 metres per equips, rifle militar 300 metres, drets i rifle militar 300 metres, drets per equips.
El 1924 fou vint-i-sisè en la prova de carrabina, 50 metres.